# Ascorhiza mawatarii
Ascorhiza mawatarii är en mossdjursart som beskrevs av Jean-Loup d'Hondt 1983. Ascorhiza mawatarii ingår i släktet Ascorhiza och familjen Clavoporidae. Inga underarter finns listade i Catalogue of Life.